# Marko Dmitrović
Marko Dmitrović (Subotica, RFS de Yugoslavia, 24 de enero de 1992) es un futbolista serbio que juega como portero en el R. C. D. Espanyol de la Primera División de España.

## Trayectoria
Se formó en el Estrella Roja de Belgrado, donde llegó hasta el primer equipo. Sin embargo, no pudo debutar en partido oficial con el conjunto serbio. Tras dos temporadas sin oportunidades, de 2011 a 2013, decidió cambiar de aires. Durante esas dos temporadas, Dmitrović destacó en las categorías inferiores de la selección nacional de Serbia. Fue internacional sub-19 (jugó dos partidos y encajó tres goles) y después sub-21. Con su selección cosechó sus mayores éxitos siendo titular en la fase de clasificación de la Eurocopa de 2013 que también jugó. En total disputó 18 encuentros y encajó 20 goles antes salir del Estrella Roja.
En 2013 fichó por el Ujpest, club que también pertenece al empresario belga Duchatelet. En el conjunto húngaro tampoco tuvo continuidad. Sólo pudo jugar 13 partidos en total (12 de liga y uno de copa), encajando 19 goles. Eso sí, se proclamó campeón de Copa con su equipo. Una temporada después volvió a hacer las maletas y puso rumbo al Charlton inglés, otro de los equipos de la red de Duchatelet. En Inglaterra las cosas no mejoraron y estuvo otra temporada casi en blanco. Jugó cinco partidos y encajó ocho goles.
En 2015 llegó en calidad de cedido a la A. D. Alorcón desde el Charlton Athletic inglés, club que pertenecía a la red de Roland Duchatelet. El 1 de julio de 2016, la AD Alcorcón se adjudicó su ficha tras quedar libre del Charlton Athletic. En el conjunto alfarero logró tener continuidad y se hizo con la titularidad.
El 23 de junio de 2017 la A. D. Alorcón confirmó su fichaje por la S. D. Eibar por casi 700 mil euros. A finales de 2020, a seis meses de la finalización de su contrato, según la prensa española varios equipos estaban interesados en hacerse con sus servicios. En enero de 2021 marcó el gol del equipo armero de penalti ante el Atlético de Madrid en la derrota por uno a dos en Liga, siendo el séptimo portero en la historia de la competición que lo lograba.
El 4 de julio de 2021 se oficializaba su fichaje por cuatro temporadas por el Sevilla F. C. En las tres primeras disputó 53 partidos, ayudando a ganar la Liga Europa de la UEFA 2022-23, y en agosto de 2024 se marchó traspasado al C. D. Leganés. En su único año allí participó en 32 partidos de la Primera División y en junio de 2025 fichó por el R. C. D. Espanyol.

## Clubes
| Club                      | País       | Año       |
| ------------------------- | ---------- | --------- |
| Estrella Roja de Belgrado | Serbia     | 2010-2013 |
| Újpest F. C.              | Hungría    | 2013-2015 |
| Charlton Athletic F. C.   | Inglaterra | 2015-2016 |
| A. D. Alcorcón (cedido)   | España     | 2015-2016 |
| A. D. Alcorcón            | España     | 2016-2017 |
| S. D. Eibar               | España     | 2017-2021 |
| Sevilla F. C.             | España     | 2021-2024 |
| C. D. Leganés             | España     | 2024-2025 |
| R. C. D. Espanyol         | España     | 2025-     |

## Palmarés

### Títulos nacionales
| Título          | Club         | País    | Año     |
| --------------- | ------------ | ------- | ------- |
| Copa de Hungría | Újpest F. C. | Hungría | 2013-14 |

### Títulos internacionales
| Título                 | Club          | Sede     | Año     |
| ---------------------- | ------------- | -------- | ------- |
| Liga Europa de la UEFA | Sevilla F. C. | Budapest | 2022-23 |